# Zlatna kolica
Zlatna kolica je službena nagrada Zagrebačkog filmskog festivala. 
Utemeljena je tek na 3. izdanju 2005. godine. Prve dvije godine nagrada se zvala Zlatni bib. Statua koja se dodjeljuje redateljima najboljeg dugometražnog, kratkog i dokumentarnog filma, te hrvatskog filma u programu Kockice, umjetnički je rad Nedjeljka Mikca.

## Dobitnici
- 2005.:
- 2006.:
- 2007.:
- 2008.:
- 2009.:
- 2010.:
- 2011.:[1]
najbolji dugometražni film: Michael, austrijskog redatelja Markusa Schleinzera
posebno priznanje za dugometražni film: Razmjena, izraelskog redatelja Erana Kolirina
najbolji kratki film: Kad je Namibija bila grad, njemačkih redatelja Ilkera Cataka i Johannesa Dunckera
najbolji dokumentarac: Na rubu Rusije, poljskog redatlja Michała Marczaka
posebno priznanje za dokumentarac: Zemlja znanja, hrvatskog redatelja Saše Bana
najbolji hrvatski film u programu Kockice: Komba, autora Tina Žanića